# هانس اولسون (متزحلق جبال الألب)
هانس اولسون (بالسويدية: Hans Olsson)‏ هو متزحلق جبال الألب سويدي، ولد في 27 أغسطس 1984 في مورا في السويد.

## وصلات خارجية
- هانس اولسون على موقع الاتحاد الدولي للتزلج (التزلج على المنحدرات الثلجية) (الإنجليزية)
- هانس اولسون على موقع الاتحاد الدولي للتزلج (التزلج الريفي) (الإنجليزية)
- هانس اولسون على موقع أوليمبيديا (الإنجليزية)
- هانس اولسون على موقع اللجنة الأولمبية السويدية (السويدية)